# Mühldorf (huyện)
Mühldorf am Inn là một huyện ở bang Bayern, Đức. Huyện này giáp các huyện (từ phía bắc theo chiều kim đồng hồ): Landshut, Rottal-Inn, Altötting, Traunstein, Rosenheim, Ebersberg và Erding.

## Xã và đô thị
| Thị trấn                                                  | Xã | |
| --------------------------------------------------------- | --- | --- |
| 1. Mühldorf am Inn 2. Neumarkt-Sankt Veit 3. Waldkraiburg | 1. Ampfing 2. Aschau am Inn 3. Buchbach 4. Egglkofen 5. Erharting 6. Gars 7. Haag in Oberbayern 8. Heldenstein 9. Jettenbach 10. Kirchdorf 11. Kraiburg 12. Lohkirchen 13. Maitenbeth 14. Mettenheim | 1. Niederbergkirchen 2. Niedertaufkirchen 3. Oberbergkirchen 4. Oberneukirchen 5. Obertaufkirchen 6. Polling 7. Rattenkirchen 8. Rechtmehring 9. Reichertsheim 10. Schönberg 11. Schwindegg 12. Taufkirchen 13. Unterreit 14. Zangberg |